# Demografia Albaniei
Acest articol este despre caracteristicile demografice ale populației din Albania, inclusiv densitatea populației, etnicitate, nivelul de educație, de sănătate a populației, starea economică, afilierea religioasă și alte aspecte ale populației.

Evoluţia populaţiei.

## Caracteristici demografice

### Populația
3.639.453 (est. iulie 2009)
Locul în lume: 129

### Structura pe vârstă
- 0-14 ani: 23,1% (bărbați 440.528 / femei 400.816)
- 15-64 ani: 67,1% (bărbați 1.251.001 / femei 1.190.841)
- 65 ani și peste: 9,8% (bărbați 165.557 / femei 190.710) (est. 2009)

### Vârsta medie
- total: 29.9 ani
- masculin: 29.3 ani
- feminin: 30.6 ani (est. 2009)

### Rata de creștere a populației
- 0.546% (est. 2009)

Locul în lume: 153

### Natalitate
- 15,29 nașteri / 1.000 locuitori (est. 2009)

Locul în lume: 138

### Mortalitate
- 5.55 decese / 1.000 locuitori (est. iulie 2009)

Locul în lume: 174

### Rata migrației nete
- -4.28 Migranți (e) / 1.000 locuitori (est. 2009)

Locul în lume: 158

### Urbanizare
- Populația urbană: 47% din totalul populației (2008)
- Rata de urbanizare: + 1,9% rata anuală de schimbare (est. 2005-10)

### Distribuția pe sexe
- la naștere: 1.1 masculin (e) / femei
- sub 15 ani: 1,1 masculin (e) / femei
- 15-64 ani: 1.05 masculin (e) / femei
- 65 ani și peste: 0.87 masculin (e) / femei
  - populația totală: 1.04 masculin (e) / femei (est. 2009)

### Rata mortalității infantile
- total: 18.62 decese / 1.000 născuți vii
- Locul în lume: 107
- de sex masculin: 19.05 decese / 1.000 născuți vii
- de sex feminin: 18.15 decese / 1.000 născuți vii (est. 2009)

### Speranța de viață la naștere
- populatia totala: 77.96 ani
- Locul în lume: 50
- bărbați: 75.28 ani
- femei: 80.89 ani (est. 2009)

### Ratei fertilității
- 2.01 copii născuți / femeie (est. 2009)

Locul în lume: 128

### Grupuri etnice
- albanezi 95%
- greci 0.87%

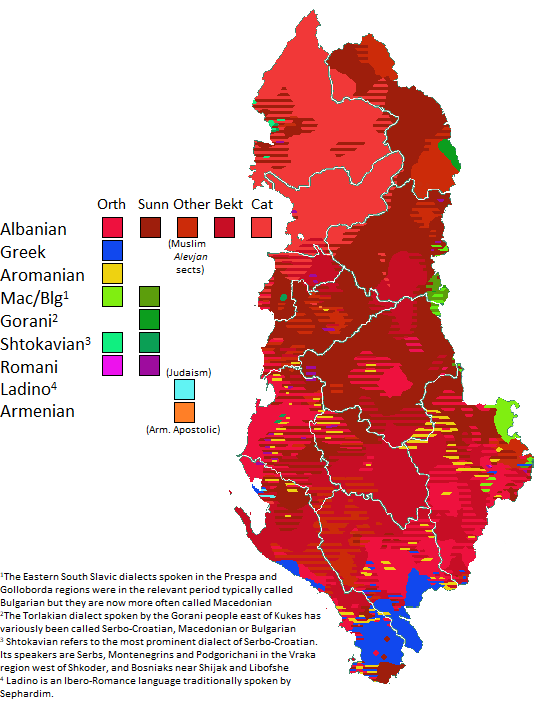
Regiuni în care se vorbeşte altă limbă decât albaneza.

- altele 2% (vlahi, rromi, sârbi, macedoneni, bulgari) (est. 1989)

### Religii
- musulmani 70%,
- ortodocși 20%,
- romano-catolici 10%.

Notă: Procentele sunt estimative, nu sunt disponibile statistici actuale privind afilierea religioasă, toate moscheile și bisericile au fost închise în 1967 și ritualurile religioase interzise. În noiembrie 1990 în Albania a fost permisă, din nou, practicarea religiei.

### Limbi
- oficial: albaneză (derivată din dialectul tosk)
- alte limbi vorbite: greacă, aromână, rromani, dialecte slave.

### Alfabetizare
Definiție: vârsta peste 9 și poate scrie și să citească
- totalul populației: 98,7%
  - bărbați: 99,2%
  - femei: 98.3% (recensământ 2001)

### Durata medie de școlarizare
- total: 12 ani
  - de sex masculin: 12 ani
  - de sex feminin: 12 ani (2004)

### Cheltuieli educație
2,9% din PIB (2002)
Locul în lume: 147

## Notă
- Sursa informațiilor este The World Factbook.